# جان كلود توماس
جان كلود توماس (بالفرنسية: Jean-Claude Thomas) هو سياسي فرنسي، ولد في 16 مارس 1950 في الدائرة الرابعة عشرة في باريس في فرنسا، وتوفي في 13 نوفمبر 2018. حزبياً، نشط في الاتحاد من أجل حركة شعبية والتجمع من أجل الجمهورية. وقد انتخب نائب برلماني ‏ (1988 – 2012).